# Granby (Colorado)
Granby è un centro abitato (town) degli Stati Uniti d'America, situato nella contea di Grand dello Stato del Colorado. Nel censimento del 2000 la popolazione era di 1.525 abitanti.

## Geografia
Secondo i rilevamenti dell'United States Census Bureau, Granby si estende su una superficie di 4,6 km².
La città di Grandby è famosa per gli avvenimenti del 4 giugno 2004, quando Marvin Heemeyer distrusse degli edifici con il suo "killdozer" a causa di torti subiti millantati.